# Takumi Saitō
Takumi Saitō (斎藤 工 Saitō Takumi?,  Tokio, Japón, 22 de agosto de 1981) es un actor, cantante y modelo japonés, afiliado a Blue Bear House.

## Biografía

### Primeros años
Saitō nació el 22 de agosto de 1981 en la ciudad de Tokio, Japón. Hizo su debut como actor en el año 1992, interpretando un papel secundario en la película de drama Ippai no Kakesoba. En los siguientes años, trabajaría como modelo para compañías como Calvin Klein y Issey Miyake. En 2001, actuó en la película Toki no kaori: Remember me, mientras que en 2006 participó como Yūshi Oshitari en la adaptación musical del manga The Prince of Tennis, papel que le hizo ganar popularidad como actor.

### Carrera
En 2006, Saitō interpretó a Shūya Arisada en el drama Princess Princess D, una adaptación del manga homónimo de Mikiyo Tsuda. Sin embargo, su papel más importante fue, sin duda el de Noeru Kisaragi en la película Boys Love, la cual más tarde fue adaptada a un manga. El filme narra la historia de un editor de revistas que conoce y entrevista a un joven modelo (más tarde también descubre que es un gigoló), y la atracción inmediata que surge entre ambos. Tras el éxito de la película, al año siguiente se lanzó una segunda versión de la misma, pero con trama y diferentes actores.
Otra de sus obras más importantes es Sukitomo, otra película de temática gay estrenada en 2007, y Itsuka no Kimi e, también estrenada ese mismo año. La expresividad de Saitō como actor y su forma natural de embarcar personajes homosexuales ha contribuido a dar una imagen "normalizada" acerca del amor homosexual en Japón, hasta el punto de convertirlo en un tema accesible y entendible para el público en general. Sin embargo, corrió el riesgo de quedar atrapado en una serie de personajes de dicha índole, por lo que, en 2007, se incorporó al elenco del drama ligero Delicious Gakuin. En 2009, participó en la película Gokusen, y en 2011 en la serie versión de Hanazakari no Kimitachi e.

## Filmografía

### Películas
- Ippai no Kakesoba (1992)
- Toki no Kaori - Remember Me (2001) como Yuuji
- Umizaru (2004) como Shinji Tadokoro
- Kabuto-Oh Beetle (2005) como Hametsu Oh Disaster
- Karasu wa naite iruka? (2006)
- The Prince of Tennis (2006) como bystander
- Dance Master (2006) como Momochi Shintaro
- Ulysses (2006) como Sarai
- Zura-Deka - The Rag Cop (2006) como Detective Yatsuda
- Boys Love (2006) como Noel Kisaragi
- Sukitomo (2007) como Tomokazu Aoi
- A! Osara Ni Kubi Ga Notteiru! (2007) como Odagiri
- Itsuka no Kimi e (2007) como Noboru Fukami y Ryuu Fukami
- Clearness (2008) como Ryō
- Akanbo Shojo - Tamami: The Baby's Curse (2008) como Takaya Yoshimura
- Syun Kin Syou (2008) como Sasuke
- Saburo como Kita no Riki (2009)
- Kujira (2009) como Maruha
- Shinjuku Incident (2009)
- 20th Century Boys: Final (2009)
- Hammer Head Man (2009) como Riki
- Robo-geisha (2009) como Hikaru Kageno
- Vampire Girl vs. Frankenstein Girl (2009) como Jugon Mizushima
- Cafe Seoul (2009) como Jun Isaka
- Elevator (2009) como Jun Ogawa
- Shibuya (2010)
- 13 asesinos (2010) como Makino Uneme
- Space Battleship Yamato (2010) como Yamamoto
- Saijo no Meii (2010) como Mikoto Saijo
- Ace Attorney (2012) como Miles Edgeworth
- For Love's Sake (2012) como Hiroshi Iwashimizu
- Kōdai-ke no Hitobito (2016) como Mitsumasa Kōdai
- Zen'in Kataomoi (2016)
- Danchi (2016)
- Scoop! (2016)
- Godzilla Resurgence (2016)
- Yo-kai Watch: Soratobu Kujira to Double no Sekai no Daibōken da Nyan! (2016) como Nurarihyon
- Hirugao: The Movie (2017)
- Blue Hearts ga kikoeru (2017)
- ‘Ramen shop: una receta familiar’ como Masato (2017)

### Series de televisión
- Taiho shichauzo (TV Asahi, 2002) como Mizushima Tomoya
- RPG - Role Playing Game (NHK, 2003) como Tatsuya Ishiguro
- Ai to Shihon Shugi (WOWOW dramaW, 2003) como Takashi
- Be-Bop High School (TBS, 2004) como Ikeda Tsuyoshi
- Katouke he Irasshai (Nagoya TV, 2004) como Nakamura Youichi
- Tokyo michi ka (Fuji TV, 2004)
- Higuchi Ichiyo Monogatari (TBS, 2004) como Baba Kochou
- Umizaru TV (Fuji TV, 2005) como Shinji Tadokoro
- Garo (TV Tokyo, 2005)
- Princess Princess D (TV Asahi, 2006) como Shuuya Arisada
- Delicious Gakuin (2007) como Carlo Sasayama
- Este (2007) como Shikishima Shichiri
- Kaze no Hate (NHK, 2007) como Sugiyama Shikanosuke
- Full Swing (NHK, 2008) como Hiroshi Wakamatsu
- Shichinin no Onna Bengoshi (TVasahi, 2008) Ep. 5 como Momotarou
- Otokomae! (NHK, 2008) como Takeda Shinsaburo
- Oya Koukou Play  (MBS 2008) como Yuuzo
- Mito Komon  (TBS 2009) como Yamazaki Shingo
- Gokusen Graduation Special '09 (NTV 2009) como Mamiya
- Otokomae! 2 (NHK, 2009) como Takeda Shinsaburo
- Fumou Chitai (Fuji TV, 2009) como Makoto Iki
- Chase - Kokuzei Sasatsukan (NHK, 2010) como Kiichi Hiyama
- Kurohyo Ryu ga Gotoku Shinsho (MBS, TBS, 2010) como Tatsuya Ukyo
- GeGeGe no Nyōbō (NHK, 2010) como Akira Komine[3]
- Hanazakari no Kimitachi e (Fuji TV, 2011) como Hokuto Umeda
- Kurohyo Ryu ga Gotoku Shinsho (MBS, TBS, 2012) como Tatsuya Ukyo
- SERIES DE PLATAFORMA
- El embarazo de Kentaro(2022, Netflix) como Kentaro